# 托尔斯球场
托尔斯球场，也译托尔斯沃鲁尔球场，是一座位于法罗群岛托爾斯港的足球场，建于1999年。托尔斯沃鲁尔球场可容纳6,000名观众。托尔斯球场现为法羅群島足球代表隊的主场。此前，法罗群岛国家足球队的主场是斯万加斯卡尔体育场。

## 图集

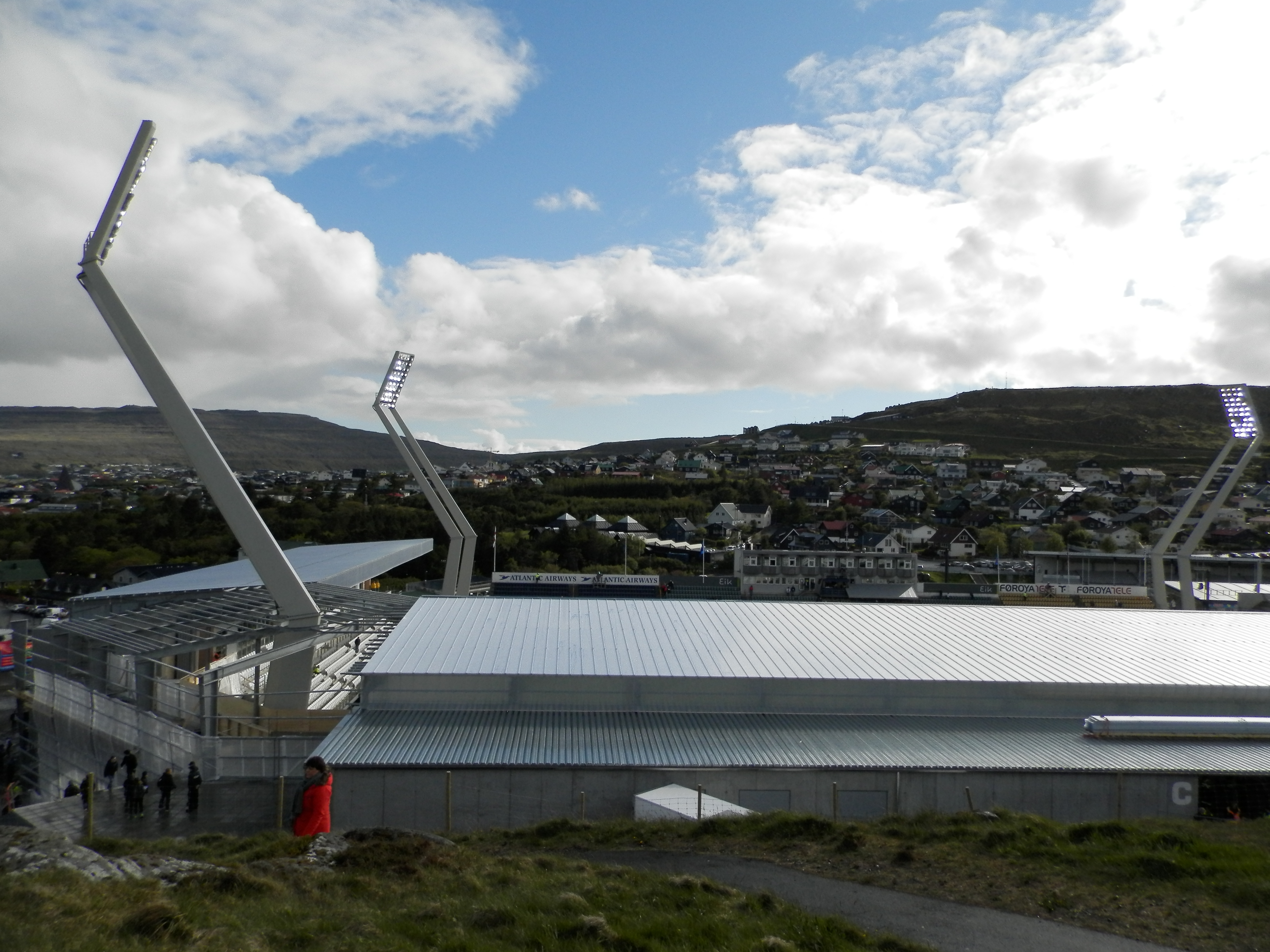
2015年的托尔斯球场
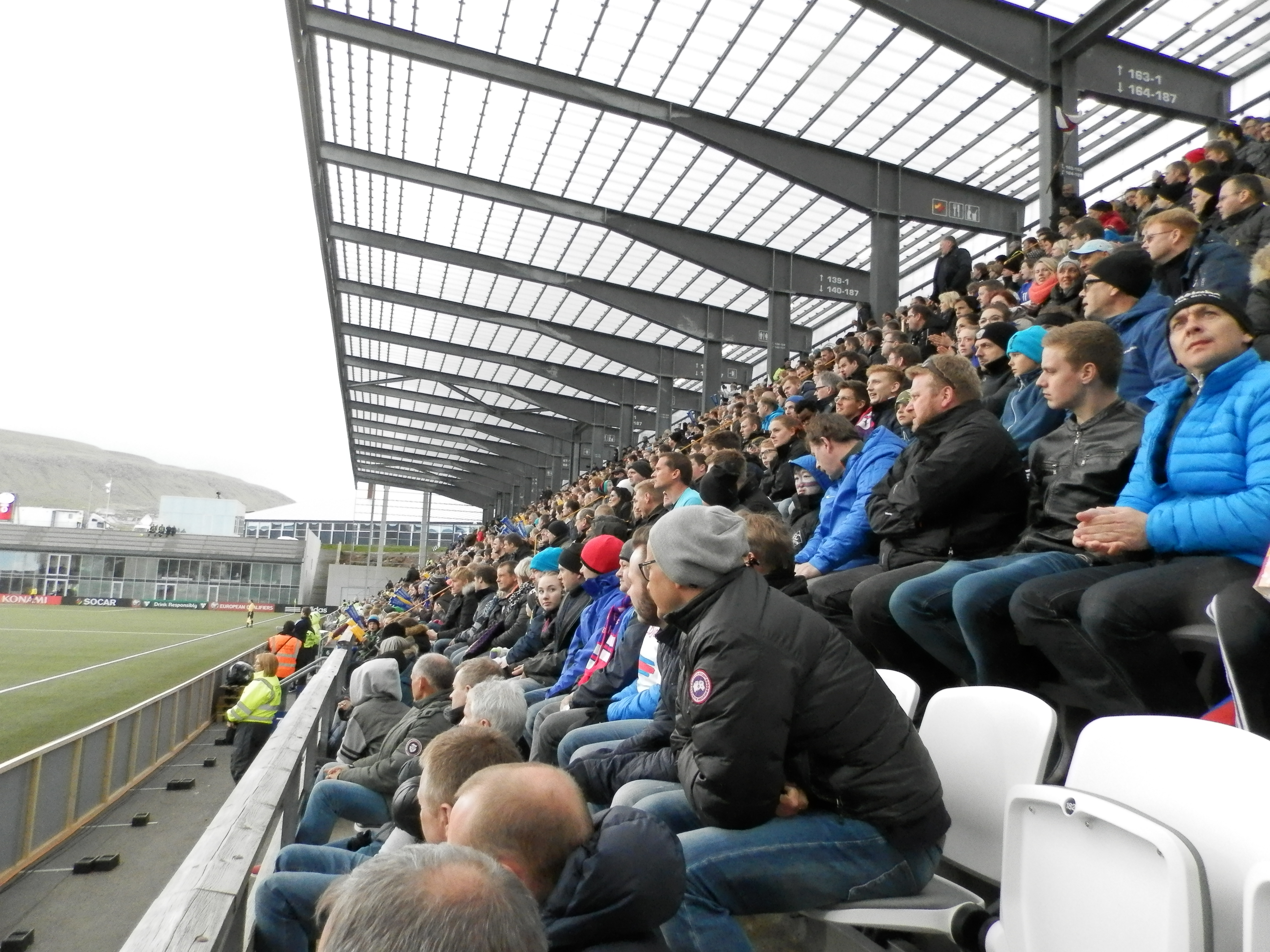
2015年的托尔斯球场
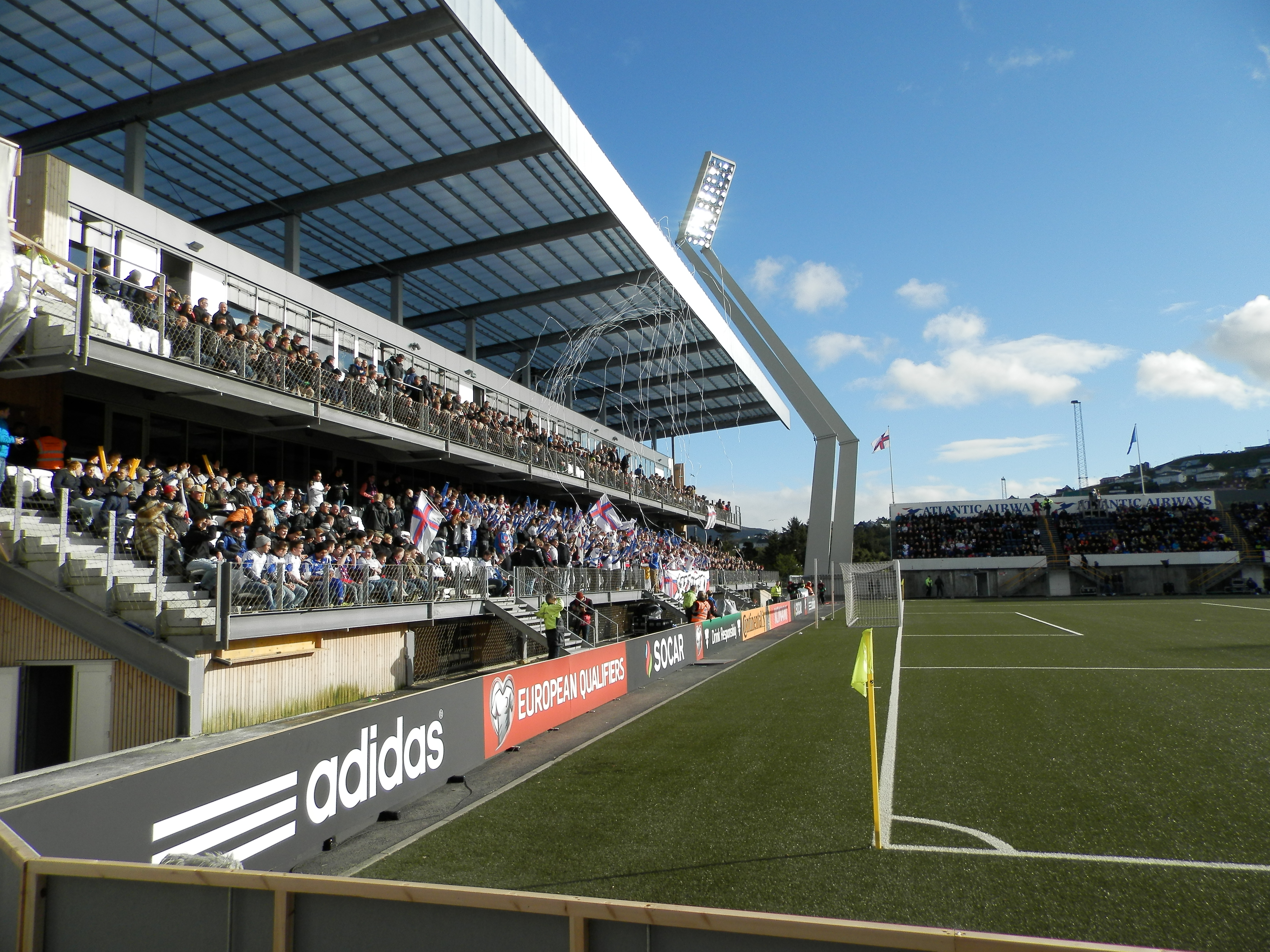
2015年的托尔斯球场
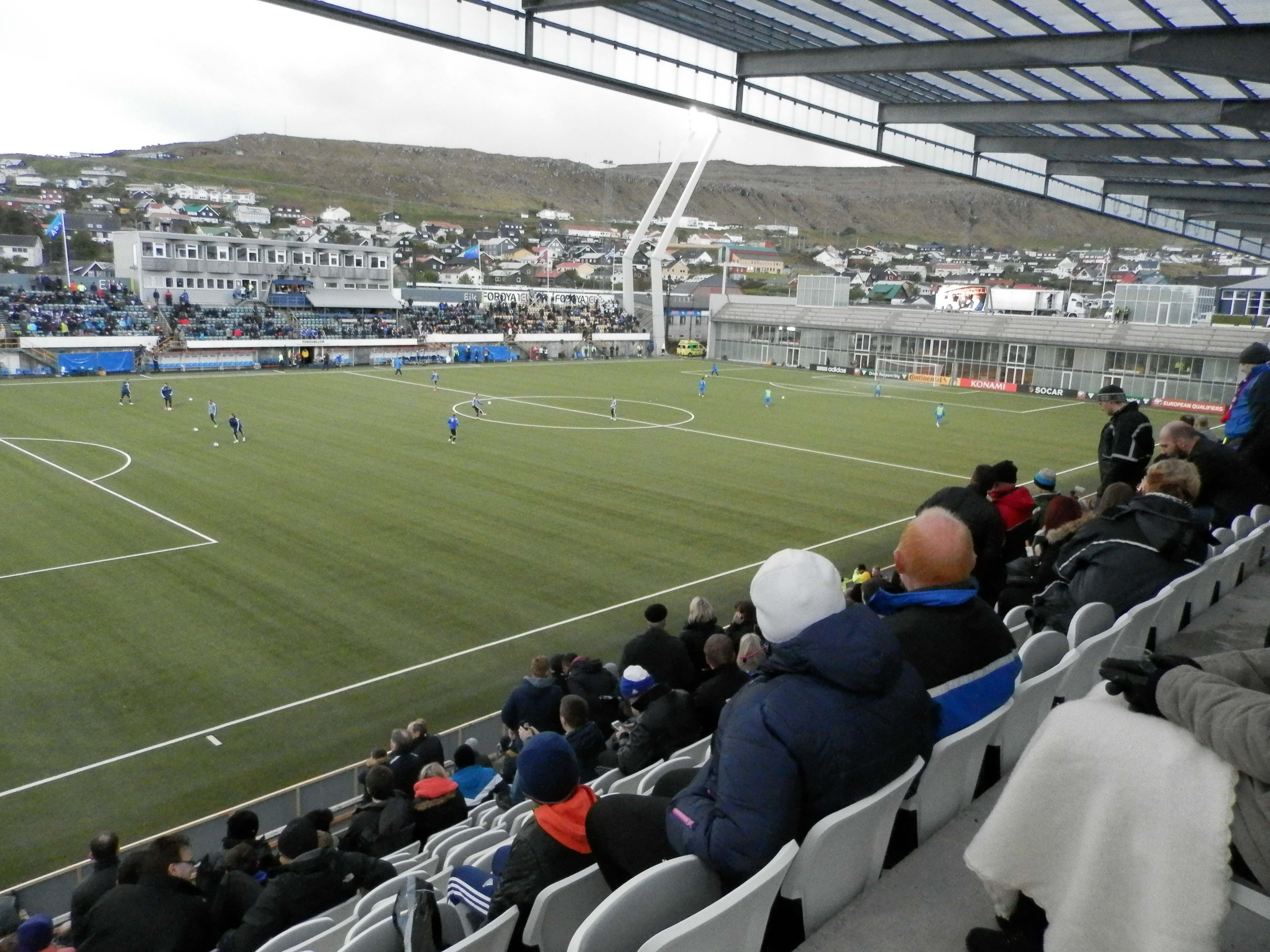
2015年的托尔斯球场
2015年北愛爾蘭与法罗群岛的比赛